# Акарнанія

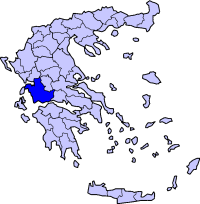
Акарнанія на мапі Західної Греції

38°45′00″ пн. ш. 21°05′00″ сх. д. / 38.75° пн. ш. 21.083333333333° сх. д.
Акарнанія — історична область, найзахідніша околиця північної Греції.

## Географія
Акарнанія на півночі відокремлена від Епіра Амвракійською затокою, на сході — горами Тіамос і річкою Ахелоос — від Етолії, а з півдня і заходу омивалась Іонійським морем. Природним серединним пунктом цього регіону є глибока, зрошувана річкою Ахелоос, долина і на захід від неї плоскогір'я, до якого примикає гірський ланцюг Спартовуні, що  круто спадає до моря. Зручний для судноплавства обрис північно-західного берега спонукав коринфян вже за царювання Кіпсела одночасно зі вступом у володіння Левкасом влаштувати там цілий ряд колоній. Найпівденнішу частину Акарнанії утворює тепер вже здебільшого вкрита болотами дельта Ахелооса.

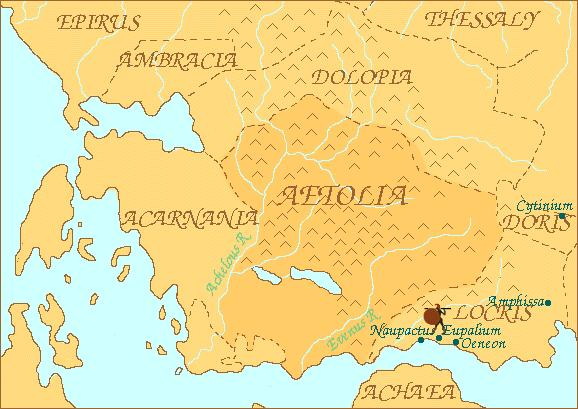
Акарнанія на мапі Західної Греції

## Історія
Перша, після появи Гомерових пісень, вжита назва жителів цієї області акарняни. Вона походить від імені Акарнана, сина Алкмеона, звідки походить і переказ про переселення їх з Аргоса. Місцевим релігійним центром був храм Аполлона.
Первісними жителями цієї країни були на заході лелеги, а на сході курети. Навіть у пізніший час акарняни, діялект яких зазнав завдяки коринфським колоністам дорійського впливу, далеко відстали від східних греків у культурному розвитку. Хоча в приморських містах процвітали торгівля й мореплавання, а деякі окремі міста, як, наприклад, Алізія, відрізнялися любов'ю до мистецтв, справжнє покликання акарнянців позначалося на їхній мужності у битвах і спритності, з якою вони володіли зброєю, особливо пращею. Окремі міста Акарнанії утворили союз, на чолі якого був стратег поряд з особливим радою буле. Загальні збори союзу відбувалися спершу у Стратосі, потім у Левкасі, а іноді в Тирионі.
В історії Греції акарнянці ніколи не відігравали визначну роль. Під час Пелопоннеської війни вони перебували здебільшого на стороні афінян, а потім Агесілаєм у 391 до н. е. змушені були визнати гегемонію Спарти, яка після битви при Левктрах перейшла до фів'ян.
Під час македонського панування вони із завзятістю продовжували боротьбу зі старовинним своїм ворогом — етолійцями, так що до того часу, коли римляни після битви при Коринфі приєднали Акарнанію до Епіру, вся країна була у повному розорення.
У теперішній грецькій державі Акарнанія утворює разом з Етолією єдину номархію під назвою Етолія і Акарнанія зі столицею містом розділяється на 6 єпархій та 26 дем, з головним містом Месолонгіон.